# Palmarés da Coldeportes Zenú
A equipa ciclista profissional colombiana a Coldeportes Zenú (e seus anteriores nomes) tem tido durante toda a sua história, os seguintes elencos:

## Colombia-Comcel

### 2012
| Nome                    | Nascimento | Nacionalidade | Equipa de 2011                      |
| Mauricio Ardila         | 21/05/1979 | Colômbia      | Geox-TMC                            |
| Félix Barón             | 07/11/1991 | Colômbia      | Neoprofissional                     |
| Diego Mauricio Calderón | 01/10/1983 | Colômbia      | Neoprofissional                     |
| Julio Alexis Camacho    | 20/06/1990 | Colômbia      | Colombia es Pasión-Café de Colombia |
| Jaime Castañeda         | 29/10/1986 | Colômbia      | EPM-UNE                             |
| Didier Chaparro         | 17/07/1987 | Colômbia      | Neoprofissional                     |
| José Cordeiro           | 11/03/1985 | Colômbia      | Neoprofissional                     |
| Álvaro Duarte           | 12/01/1991 | Colômbia      | Neoprofissional                     |
| Juan Alejandro García   | 20/07/1983 | Colômbia      | Neoprofissional                     |
| Camilo Gómez            | 10/04/1984 | Colômbia      | Neoprofissional                     |
| Ronald Yesid Gómez      | 24/02/1991 | Colômbia      | Neoprofissional                     |
| Carlos Andrés Martínez  | 07/07/1988 | Colômbia      | Colombia es Pasión-Café de Colombia |
| John Martínez           | 13/05/1983 | Colômbia      | Colombia es Pasión-Café de Colombia |
| Mauricio Neiza          | 09/03/1981 | Colômbia      | UNE-Orbitel (2007)                  |
| Edward Stíver Ortiz     | 12/08/1980 | Colômbia      | EPM-UNE                             |
| Marlon Pérez            | 10/01/1976 | Colômbia      | Caisse d'Epargne (2009)             |

1. ↑  Desde 10 de junho.
2. ↑  Até 26 de junho.

## Colombia Coldeportes

### 2013
| Nome                  | Nascimento | Nacionalidade | Equipa de 2012                                |
| Didier Chaparro       | 17/07/1987 | Colômbia      | Colombia-Coldeportes                          |
| Rodrigo Contreras     | 02/06/1994 | Colômbia      | Neoprofissional                               |
| Juan Pablo Forero     | 03/08/1983 | Colômbia      | Colombia-Coldeportes                          |
| Juan Alejandro García | 20/07/1983 | Colômbia      | Colombia-Claro                                |
| Fernando Gaviria      | 19/08/1994 | Colômbia      | Neoprofissional                               |
| Camilo Gómez          | 10/04/1984 | Colômbia      | Colombia-Coldeportes                          |
| Ronald Yesid Gómez    | 24/02/1991 | Colômbia      | Colombia-Coldeportes                          |
| Javier Gómez          | 16/10/1991 | Colômbia      | EPM-UNE                                       |
| Sebastián Henao       | 05/08/1993 | Colômbia      | Gobernación de Antioquia-Indeportes Antioquia |
| Daniel Jaramillo      | 19/01/1991 | Colômbia      | Gobernación de Antioquia-Indeportes Antioquia |
| Luis Felipe Laverde   | 06/07/1979 | Colômbia      | Colombia-Coldeportes                          |
| John Martínez         | 13/05/1983 | Colômbia      | Colombia-Coldeportes                          |
| Cristhian Montoya     | 04/08/1989 | Colômbia      | Gobernación de Antioquia-Indeportes Antioquia |
| Salvador Moreno       | 18/04/1991 | Colômbia      | Neoprofissional                               |
| Kevin Rios            | 24/01/1993 | Colômbia      | Neoprofissional                               |
| Julián Rodas          | 02/01/1982 | Colômbia      | Gobernación de Antioquia-Indeportes Antioquia |

## Coldeportes-Claro

### 2014
| Nome                       | Nascimento | Nacionalidade | Equipa de 2013                 |
| Germán Chaves              | 09/03/1995 | Colômbia      | Colombia-Coldeportes           |
| Rodrigo Contreras          | 02/06/1994 | Colômbia      | Colombia-Coldeportes           |
| Juan Pablo Forero          | 03/08/1983 | Colômbia      | Colombia-Coldeportes           |
| Fernando Gaviria           | 19/08/1994 | Colômbia      | Colombia-Coldeportes           |
| Javier Gómez               | 16/10/1991 | Colômbia      | Colombia-Coldeportes           |
| Luis Felipe Laverde        | 06/07/1979 | Colômbia      | Colombia-Coldeportes           |
| Humberto Mahecha           | 29/04/1994 | Colômbia      | Neoprofissional                |
| Luis Alfredo Martínez      | 08/03/1988 | Colômbia      | Colombia-Coldeportes           |
| John Edilberto Martínez    | 13/05/1983 | Colômbia      | Colombia-Coldeportes           |
| Juan Sebastián Molano      | 04/11/1994 | Colômbia      | Neoprofissional                |
| Cristhian Montoya          | 04/08/1989 | Colômbia      | Colombia-Coldeportes           |
| Salvador Moreno            | 18/04/1991 | Colômbia      | Colombia-Coldeportes           |
| Kevin Rios                 | 24/01/1993 | Colômbia      | Neoprofissional                |
| Jorge Humberto Noreña      | 09/02/1993 | Colômbia      | Neoprofissional                |
| Argiro Ospina              | 03/09/1991 | Colômbia      | Movistar Team                  |
| Freddy Piamonte            | 04/06/1982 | Colômbia      | EPM-UNE                        |
| Luis Quiceno               | 06/10/1995 | Colômbia      | Neoprofissional                |
| William Valencia           | 06/11/1989 | Colômbia      | Colombia-Coldeportes           |
| Jordan Parra Arias         | 19/04/1994 | Colômbia      | Neoprofissional                |
| Julián Marín Henao         | 11/10/1992 | Colômbia      | Neoprofissional                |
| Jonathan Quiceno           | 23/05/1993 | Colômbia      | Neoprofissional                |
| Jonathan Restrepo Valencia | 28/11/1994 | Colômbia      | Neoprofissional                |
| Juan Martín Mesa           | 23/01/1992 | Colômbia      | Reyno de Navarra - WRC - Makor |
| Carlos Tobón Vásquez       | 14/10/1995 | Colômbia      | Neoprofissional                |

### 2015
| Nome                       | Nascimento  | Nacionalidade | Equip de 2014                              |
| Alejandro Ramírez          | 14.08.1981  | Colômbia      | Aguardiente Antioqueño-Loteria de Medellín |
| Álvaro Hodeg               | 01.09.199 6 | Colômbia      | Neoprofissional                            |
| Camilo Andrés Gómez        | 05.10.1984  | Colômbia      | Formesán-Bogotá Humana                     |
| Carlos Andrés Tobón        | 14.10.1995  | Colômbia      | Coldeportes-Claro                          |
| Esteban Ospina Sapata      | 04.05.1995  | Colômbia      | Neoprofissional                            |
| Fernando Gaviria           | 19.08.1994  | Colômbia      | Coldeportes-Claro                          |
| Freddy Piamonte            | 04.06.1982  | Colômbia      | Coldeportes-Claro                          |
| Germán Chaves              | 09.03.1995  | Colômbia      | Coldeportes-Claro                          |
| Jhonatan Restrepo Valencia | 28.11.1994  | Colômbia      | Coldeportes-Claro                          |
| John Edilberto Martínez    | 13.05.1983  | Colômbia      | Coldeportes-Claro                          |
| Juan Esteban Arango        | 09.10.1986  | Colômbia      | Team Colombia                              |
| Juan Martín Mesa           | 23.01.1992  | Colômbia      | Neoprofissional                            |
| Juan Pablo Forero          | 03.08.1983  | Colômbia      | Coldeportes-Claro                          |
| Luis Alfredo Martínez      | 08.03.1988  | Colômbia      | Coldeportes-Claro                          |
| Luis Felipe Laverde        | 06.07.1979  | Colômbia      | Coldeportes-Claro                          |
| Luis Quiceno               | 06.10.1995  | Colômbia      | Coldeportes-Claro                          |
| Rodrigo Contreras          | 02.06.1994  | Colômbia      | Coldeportes-Claro                          |
| Salvador Moreno Hernández  | 18.04.1991  | Colômbia      | Coldeportes-Claro                          |

### Modelo Feminino de 2015
| Nome             | Nascimento | Nacionalidade | Equipa de 2014        |
| María Luisa Cale | 03.10.1968 | Colômbia      | Orgullo Antioqueño    |
| Camila Valbuena  | 18.02.1994 | Colômbia      | Bogotá-Esteban Chaves |
| Paula Patiño     | 29.03.1997 | Colômbia      | Neoprofissional       |
| Vanesa Martínez  | 18.12.1996 | Colômbia      | Neoprofissional       |

### 2017
| Integrantes da equipe 2017 | Integrantes da equipe 2017 | Integrantes da equipe 2017                           | Integrantes da equipe 2017 |
| Ciclista                   | Data de nascimento         | Equipe anterior                                      |                            |
| -------------------------- | -------------------------- | ---------------------------------------------------- | -------------------------- |
| Alejandro Ramírez          | 15 agosto 1981             | Gobernación de Antioquia-Indeportes Antioquia (2012) |                            |
| Alex Cano                  | 13 março 1983              | Aguardiente Antioqueño-Lotería de Medellín (2016)    |                            |
| Cristian Camilo Muñoz      | 20 março 1996              |                                                      |                            |
| Dalivier Ospina            | 9 outubro 1985             | Colombia (2013)                                      |                            |
| Daniel Largo               | 18 outubro 1997            |                                                      |                            |
| Duvan Felipe López         | 3 abril 1997               |                                                      |                            |
| Luis Felipe Laverde        | 6 julho 1979               | Colombia (2013)                                      |                            |
| Germán Chávez              | 9 março 1995               |                                                      |                            |
| Juan Martín Mesa           | 23 janeiro 1992            |                                                      |                            |
| Julián Molano              | 18 julho 1997              |                                                      |                            |
| Miguel Ángel Rubiano       | 3 outubro 1984             | China Continental Team of Gansu Bank (2016)          |                            |
| Nelson Soto                | 19 junho 1994              | Metropolitan Green Planet (2015)                     |                            |
| Rodrigo Contreras          | 2 junho 1994               | Etixx-Quick Step (2016)                              |                            |
| John Martínez              | 13 maio 1983               | Colombia es Pasión-Café de Colombia (2011)           |                            |
|                            |                            |                                                      |                            |
| Fonte: UCI                 |                            |                                                      |                            |

## Coldeportes Zenú Sell Rojo

### 2018
| Integrantes da equipe 2018 | Integrantes da equipe 2018 | Integrantes da equipe 2018                        | Integrantes da equipe 2018 |
| Ciclista                   | Data de nascimento         | Equipe anterior                                   |                            |
| -------------------------- | -------------------------- | ------------------------------------------------- | -------------------------- |
| Alex Cano                  | 13 março 1983              | Aguardiente Antioqueño-Lotería de Medellín (2016) |                            |
| Luis Felipe Laverde        | 6 julho 1979               | Colombia (2013)                                   |                            |
| Miguel Ángel Rubiano       | 3 outubro 1984             | China Continental Team of Gansu Bank (2016)       |                            |
| Alexis Camacho             | 20 junho 1990              | GW Shimano (2017)                                 |                            |
| Germán Chávez              | 9 março 1995               |                                                   |                            |
| Cristian Camilo Muñoz      | 20 março 1996              |                                                   |                            |
| Juan Diego Alba            | 11 setembro 1997           | Boyacá es Para Vivirla (2017)                     |                            |
| Diego Camargo              | 3 maio 1998                |                                                   |                            |
| Diego Alejandro Jaramillo  | 3 setembro 1999            |                                                   |                            |
| Daniel Largo               | 18 outubro 1997            |                                                   |                            |
| John Martínez              | 13 maio 1983               | Colombia es Pasión-Café de Colombia (2011)        |                            |
| Juan Martín Mesa           | 23 janeiro 1992            |                                                   |                            |
| Dalivier Ospina            | 9 outubro 1985             | Colombia (2013)                                   |                            |
|                            |                            |                                                   |                            |
| Fonte: ProCyclingStats     |                            |                                                   |                            |

## Coldeportes Zenú

### 2019
| Integrantes da equipe 2019 | Integrantes da equipe 2019 | Integrantes da equipe 2019                        | Integrantes da equipe 2019 |
| Ciclista                   | Data de nascimento         | Equipe anterior                                   |                            |
| -------------------------- | -------------------------- | ------------------------------------------------- | -------------------------- |
| Juan Diego Alba            | 11 setembro 1997           | Boyacá es Para Vivirla (2017)                     |                            |
| Adrián Bustamante          | 10 junho 1998              | Boyacá es Para Vivirla (2017)                     |                            |
| Alexis Camacho             | 20 junho 1990              | GW Shimano (2017)                                 |                            |
| Diego Camargo              | 3 maio 1998                |                                                   |                            |
| Alex Cano                  | 13 março 1983              | Aguardiente Antioqueño-Lotería de Medellín (2016) |                            |
| Germán Chávez              | 9 março 1995               |                                                   |                            |
| Miguel Ángel Rubiano       | 3 outubro 1984             | China Continental Team of Gansu Bank (2016)       |                            |
| Johan Colón                | 26 agosto 1995             |                                                   |                            |
| Óscar Galvis Atehortua     | 21 junho 2000              |                                                   |                            |
| Berardo Alexis Hernández   | 6 fevereiro 2000           |                                                   |                            |
| Juan Guillermo Jaramillo   | 12 setembro 2000           |                                                   |                            |
| Juan Martín Mesa           | 23 janeiro 1992            |                                                   |                            |
| Julián Molano              | 18 julho 1997              |                                                   |                            |
| Brayan Ramírez             | 20 novembro 1992           | Medellín-Inder (2017)                             |                            |
| Juan Tito Rendón           | 7 abril 2000               |                                                   |                            |
|                            |                            |                                                   |                            |
| Fonte: ProCyclingStats     |                            |                                                   |                            |

Nota: Juan Guillermo Jaramillo missing qualifiers by rider